# Trümmerfrau

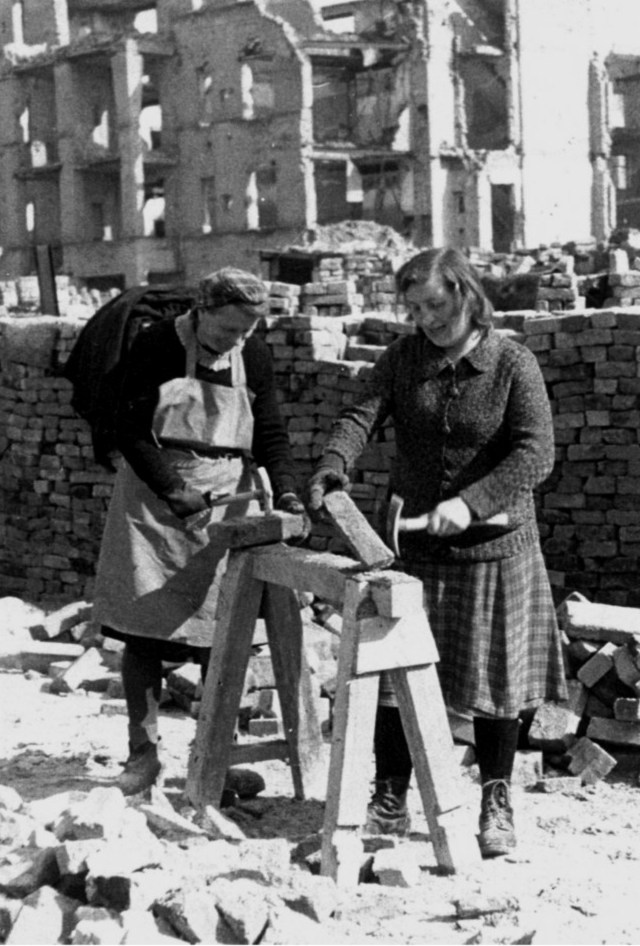
Trümmerfrauen trabajando en Berlín

Las Trümmerfrauen, literalmente «mujeres de los escombros» (del alemán Trümmer, «escombros», y Frau, «mujer»), fueron las mujeres que, tras los bombardeos aliados de la Segunda Guerra Mundial, se dedicaron a limpiar y a reconstruir las ciudades alemanas y austriacas mediante la reutilización de los escombros de los edificios bombardeados.

## Condiciones de trabajo
Durante la guerra, los bombardeos aliados destruyeron unos cuatro millones de viviendas y redujeron a escombros numerosas fábricas de Alemania. De acuerdo con las estimaciones, en Alemania había más 400 millones de metros cúbicos de escombros tras el final de la guerra; de los 16 millones de viviendas que había en el país, un 25 % quedaron totalmente destruidas y otro 25 % quedaron muy deterioradas. La mitad de los centros escolares quedaron inutilizables y un 40 % de las vías de comunicación inservibles.
Los mandos de las potencias ocupantes aliadas habían decidido que las mujeres de 15 a 50 años debían ocuparse del desescombro de las ciudades. Las estadísticas de población de 1945 muestran que había 7 millones más de mujeres que de hombres,[¿dónde?] por lo que entre aquellas «mujeres de los escombros » abundaban viudas con uno o dos hijos. Las empresas que recibieron el encargo de eliminar los escombros de las ciudades alemanas dieron trabajo a las Trümmerfrauen como ayudantes de construcción, trabajadoras de los escombros o trabajadoras de evacuación. Además de las Trümmerfrauen profesionales, había muchas mujeres que trabajaban de manera voluntaria.
Las «mujeres de los escombros» trabajaban bajo cualquier condición atmosférica, en grupos de entre 10 y 20 personas, conocidos como Kolonnen («columnas»). El trabajo principal consistía en desmontar los restos de edificios, y se llevaba a cabo con cabestrantes manuales o picos; rara vez se utilizaba tecnología más avanzada. Tras esto, había que desmontar los trozos de muro sin romper los ladrillos, para poder reutilizarlos en reparaciones y nuevas construcciones. Los ladrillos se transportaban a mano desde las ruinas hasta la acera mediante una cadena humana, como aparece en fotografías y películas de aquella época. Allí se colocaban en soportes de madera o de otros materiales sólidos y se limpiaban de restos de mortero con una piqueta o escoda. Después de esto, se apilaban los ladrillos limpios formando pilas de 200 ladrillos. Las mujeres transportaban los escombros en carretillas, carretas de caballos, ferrocarriles (conocidos como Trümmerbahnen, «ferrocarriles de los escombros»), camiones o vagonetas.
En 1951, se fundó en la zona de ocupación soviética el Nationales Aufbauwerk, organismo que coordinaba el trabajo de las Trümmerfrauen. En la república alemana,[¿cuál?] se continuaron los trabajos de desescombro como trabajos de emergencia.

## Reconocimiento

### Nivel nacional
Los méritos de las «mujeres de los escombros» se conmemoraron mediante actos solemnes, como la construcción de monumentos, la organización de exposiciones y de entregas de condecoraciones.[cita requerida] Uno de los primeros homenajes que recibieron se dio con la introducción del marco en la República Federal de Alemania en 1949, y se encontraba en el diseño de las monedas de 50 céntimos: en ellas aparecía una reforestadora de robles, que deben ser recordadas tanto como las «mujeres de los escombros».
En la República Democrática Alemana, se honró con el título de «Activista de la Primera Hora» a las «mujeres de los escombros» que consiguieron realizar varios cientos de apilamientos.

El 30 de septiembre de 1949, la gobernadora de Berlín Louise Schroeder pidió en un discurso ante el Bundestag de Bonn, en lo que nos[¿quién?] exigió una ayuda masiva a Berlín, el pleno reconocimiento de estos logros, con las siguientes declaraciones:
Nuestras mujeres han sido las que con sus manos desnudas han liberado nuestras calles de peligros mortales y de escombros. Y como mujer debo decir que aquí tenemos una verdadera obligación moral, una obligación moral con las mujeres que aun con el pelo blanco siguieron con la retirada de escombros, y que ahora de repente no tienen trabajo porque ya no les podemos pagar.
El 2 de mayo de 1952 el presidente de la República Federal de Alemania, Theodor Heuss, otorgó la Cruz Federal al Mérito de Alemania a 32 mujeres y 17 trabajadores de desescombro.
En 1986, una antigua «mujer de los escombros» se suicidó porque no podía pagar el aumento del alquiler de su vivienda a causa de las bajas pensiones que recibía. Tras esto, la organización para la defensa de las personas mayores Graue Panther erigió el 9 de julio como día de las mujeres de los escombros.[cita requerida]

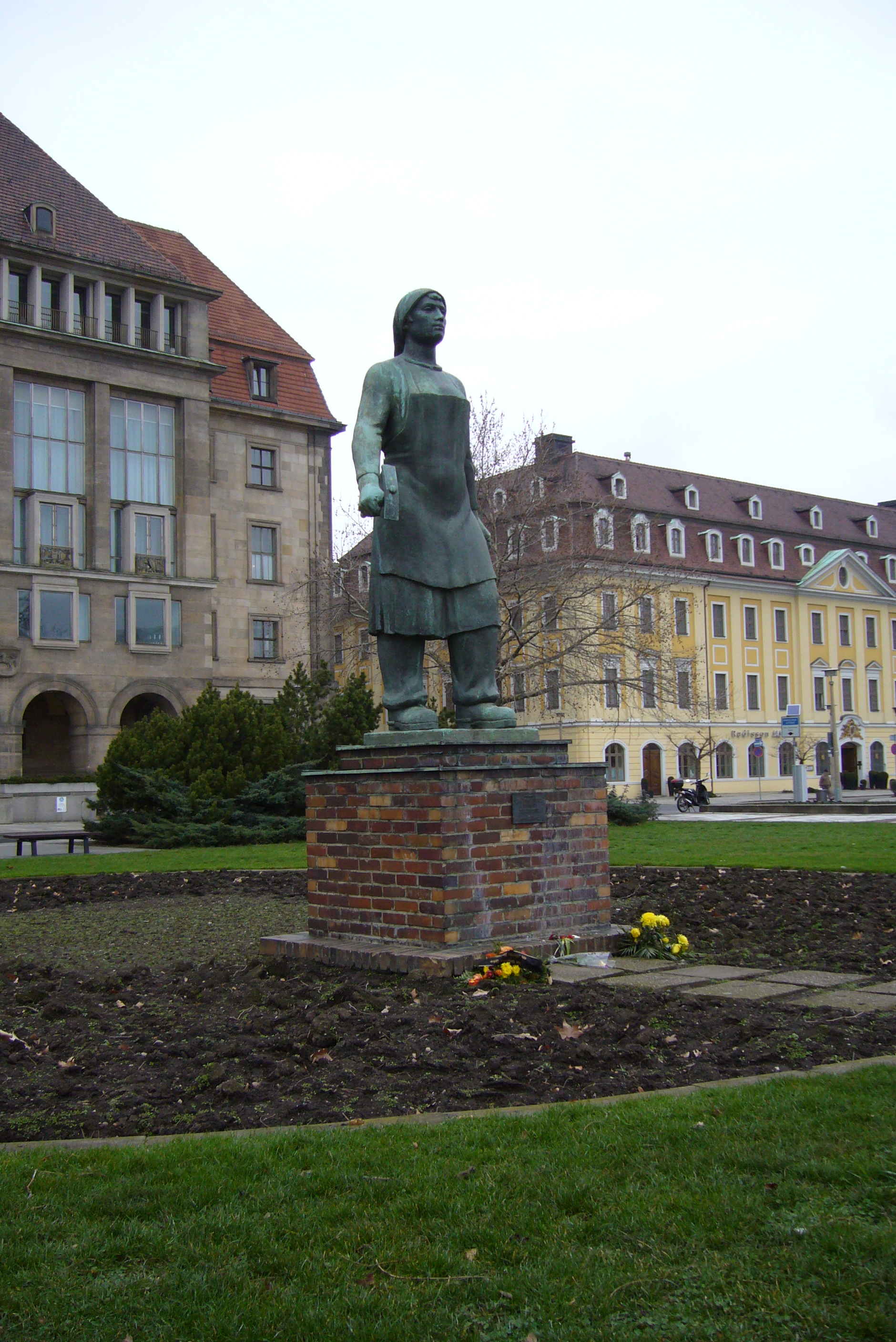
Monumento a las Trümmerfrauen, Dresde.

### Nivel local

#### Alemania
- Aquisgrán

El 4 de octubre de 2006, un periódico semanal publicó las memorias de Elisabeth Stock, de 83 años, que fue una de las «mujeres de los escombros». Stock declaró:
En su mayoría eran mujeres que cavaban a través de los escombros del centro totalmente destruido de Aquisgrán; picábamos y arrastrábamos piedras durante todo el día para conseguir un cuenco de sopa de los estadounidenses, hasta el pico formaba parte de nuestro equipo […]. Probablemente por eso se ha colocado una placa conmemorativa a las mujeres de los escombros de Aachen en la parte de atrás del ayuntamiento.
- Berlín

Aproximadamente el 10% de los edificios de los cuatro sectores en los que estaba dividida la ciudad de Berlín estaban destruidos irreparablemente. En los distritos urbanos, como Mitte, Kreuzberg, Friedrichshain, Prenzlauer Berg, Tiergarten y Wedding, esta cifra alcanzaba el 30%. Las «mujeres de los escombros» también debían trabajar duro y su dedicación ha sido merecedora de un gran reconocimiento: en 1946 la comandancia aliada publicó una nueva serie de sellos para toda Berlín, la llamada Bärenmarken. Los gráfistas Alfred Goldhammer y Heinz Schwalbe diseñaron cuatro motivos con símbolos de la reconstrucción, como Mazo con ladrillo, Mazo con pala, Mazo con viga y Un roble joven frente a las ruinas de la plaza Belle Alliance. Con ello se debía honrar a las numerosas personas anónimas que trabajaban entre los escombros.
El 13 de octubre de 1950, Friedrich Ebert, primer alcalde de Berlín Este, le ofreció a una antigua «mujer de los escombros» la primera vivienda nueva construida en la avenida entonces conocida como Stallinallee como recompensa por su infatigable trabajo. La alcaldesa del distrito de Wedding, Erika Heß, propuso la fundación de una asociación de Mujeres de los Escombros: sus socias eran invitadas a tomar café y pasteles en el ayuntamiento una vez al año, recibían apoyo, ayuda en cuestiones oficiales e incluso participaban en excursiones.
- Colonia

Las mujeres —y los hombres— de los escombros se encargaron también de retirar una cuarta parte de los escombros que quedaron en Colonia tras la guerra. Dado que el trabajo no siempre fue de carácter voluntario, aún hoy, después de 60 años, hay problemas en la administración de la ciudad para conseguir que se apruebe la construcción de una placa conmemorativa sobre la montaña de escombros del parque Hiroshima Nagasaki en el estanque Aachener Weiher.
- Chemnitz

En el 2001, debido a una iniciativa del club Verein figürliches Glockenspiel im Alten Rathaus-Turm zu Chemnitz e.V, fundado en 1998, apoyada por numerosos donantes de Chemnitz, se puso en marcha un carrillón compuesto por un total de 25 campanas. Las seis figuras, de un metro de altura aproximadamente, salen de la torre tres veces al día. Una de ellas tiene la forma de una Trümmerfrau y lleva un ladrillo en la mano derecha. El escultor Johannes (Hannes) Schulze fue el diseñador de estas figuras, que se forjaron en la fundidora Rudolf Perner Karlsruhe und Passau.
- Fráncfort del Meno

El 25 % de las viviendas de Fráncfort estaban completamente destruidas y otros 23.000 edificios habían quedado inhabitables. Un colectivo de trabajadores de las asociaciones de ciudadanos de Frankfurt propuso en el año 2005 la construcción de un monumento dedicado a las «mujeres de los escombros» que participaron en las obras.
- Hamburgo

El libro Ausgebombt, de Ilse Graßmann (2003), evoca a los supervivientes de la guerra en Hamburgo y las condiciones en que se retiraron los escombros de esta ciudad.

#### Austria
En el 2005 el gobierno austriaco estableció el pago de una prima única de 300 euros a cualquier mujer de los escombros superviviente que naciera antes de 1931, pero solo si había tenido algún hijo hasta 1951 y si hoy en día se considera que son personas necesitadas.
En la película Rama Dama (1991), del director Joseph Vilsmaier, se describe la vida de las «mujeres de los escombros» vienesas.